# Kojak
Kojak är en amerikansk TV-serie av Abby Mann från 1973 med Telly Savalas med flera.
Kojak var en mycket populär polisserie på 1970-talet världen över med Telly Savalas som Lt. Theo Kojak. Han utmärkte sig genom sitt slätrakade huvud och sitt ständiga sugande på godisklubbor.

## Handling
Serien utspelar sig i New York Police Departments trettonde distrikt och kring den omutlige Theo Kojak, en flintskallig och tuff polis. Kojak visar en mörk, cynisk kvickhet och en tendens att töja reglerna så till den grad att en brottsling alltid kan bli fälld.

## På DVD
Nedan visas utgivningsplanen för Kojak på DVD. Observera att utgivningsplanen endast är preliminär och kan när som helst ändras från filmbolagets sida.
| Säsong         | Region 1     | Region 2      | Region 2, svensk utgåva |
| -------------- | ------------ | ------------- | ----------------------- |
| Kojak säsong 1 | 22 mars 2005 | 18 juli 2005  | 29 augusti 2007         |
| Kojak säsong 2 | –            | 26 april 2010 | 29 juli 2009            |
| Kojak säsong 3 | –            | 26 april 2010 | –                       |
| Kojak säsong 4 | –            | –             | –                       |
| Kojak säsong 5 | –            | –             | –                       |

## I rollerna (urval)
- Telly Savalas - Lt. Theo Kojak
- Dan Frazer - Frank McNeil
- George Savalas - Det. Stavros
- Kevin Dobson - Det. Bobby Crocker
- Mark Russell - Det. Saperstein